# كيت كيلي (نحاتة)
كيت كيلي (بالإنجليزية: Kate Kelly)‏ هي نحّاتة أمريكية، ولدت في 1882، وتوفيت في 1964.